# Abutilon mangarevicum
Abutilon mangarevicum là một loài thực vật có hoa trong họ Cẩm quỳ. Loài này được Fosberg mô tả khoa học đầu tiên năm 1981.